# Dorin Dumitru Velicu
Dorin Dumitru Velicu (Hunedoara, 29 november 1986) is een Roemeens voormalig skeletonracer.
Velicu kwalificeerde zich voor de Olympische Winterspelen in 2014, waar hij 25e eindigde. Vier jaar later werd hij opnieuw 25e.

## Resultaten

### Olympische Spelen
| Jaar | Plaats      | Resultaat |
| ---- | ----------- | --------- |
| 2014 | Sotsji      | 25e       |
| 2018 | Pyeongchang | 25e       |

### Wereldkampioenschappen
| Jaar | Plaats       | Resultaat               |
| ---- | ------------ | ----------------------- |
| 2011 | Königssee    | 31e                     |
| 2013 | Sankt Moritz | 30e 12e Landenwedstrijd |
| 2015 | Winterberg   | 29e 9e Landenwedstrijd  |
| 2017 | Königssee    | 30e 12e Landenwedstrijd |

### Wereldbeker

#### Eindklasseringen
| Seizoen   | Rang |
| --------- | ---- |
| 2012/2013 | 33e  |
| 2014/2015 | 28e  |
| 2015/2016 | 35e  |